# Arthur Kaufmann (Schachspieler)
Arthur Kaufmann (* 4. April 1872 in Jassy, Rumänien; † 25. Juli 1938 in Wien) war ein österreichischer Jurist und Schach-Meister.

## Leben
Kaufmann kam als zweiter Sohn einer wohlhabenden jüdischen Kaufmannsfamilie in Jassy zur Welt, übersiedelte aber bereits in jungen Jahren mit seiner Mutter und seinen Geschwistern nach Wien, wo er auch die Universität besuchte. Er studierte Rechtswissenschaften, besuchte aber auch literarhistorische und philosophische Vorlesungen und wurde 1896 zum Dr. jur. promoviert. Er arbeitete kurze Zeit als Rechtspraktikant, seine Vermögensverhältnisse erlaubten es ihm aber, als Privatier zu leben.
Kaufmann betrachtete sich in erster Linie als Philosoph. Er hatte ein umfassendes philosophisches Werk vor Augen, an dem er mit Blick auf Kant und Goethe Jahrzehnte arbeitete, ohne allerdings zu dessen Publikation zu gelangen. Seine einzige Veröffentlichung war ein Aufsatz zur Relativitätstheorie, ebenso arbeitete er an einem philosophischen Märchen, welches aber, wie sein gesamter Nachlass, verschollen ist.
Kaufmann besuchte regelmäßig den Wiener Schachklub und erlangte als Schachspieler internationale Bedeutung. Aus unbekannten Gründen zog er sich 1917 vom Schachspiel zurück. Mit seiner besten historischen Elo-Zahl von 2637 lag er im Januar 1917 auf dem achten Platz der nachberechneten Weltrangliste. Im Juni 1917 verbrachte Kaufmann einige Wochen wegen Gefährdung seiner psychischen Gesundheit im Sanatorium Purkersdorf bei Wien.
Eine enge Freundschaft verband ihn mit Arthur Schnitzler, der in seinem Tagebuch Begegnungen mit Kaufmann notierte und wiederholt seine Achtung vor Kaufmanns Charakter zum Ausdruck brachte. In seinem Testament setzte Schnitzler ihn, neben Richard Beer-Hofmann, zum Berater seines Sohnes Heinrich in Nachlassfragen ein. Ebendieser Nachlass und die in ihm enthaltenen Aufzeichnungen und Briefe stellen die wichtigste Quelle über Kaufmanns Leben und Denken dar.
Durch den Ersten Weltkrieg verarmt, lebten Kaufmann und seine jüngere Schwester Malwine (1875 Vaslui – 1923 Wien) zunächst 1918/19 in Mariazell, dann 1920–1922 in Altaussee, da das Leben auf dem Land billiger war als in der Großstadt. Seit 1923 lebte Kaufmann für ungefähr zehn Jahre als Gast der Industriellenfamilie Gutmann auf deren Schloss Würting bei Offenhausen in Oberösterreich (auch der Gründer der Paneuropa-Union, Richard Nikolaus Coudenhove-Kalergi genoss einige Jahre hindurch ein solches Gastrecht in Würting), bevor er wiederum eine Wohnung in Wien bezog. Am 25. Juli 1938 starb Kaufmann laut Totenschein an einem Sekundenherztod. Einige Umstände seines Ablebens deuten laut Urcan/Braunwarth auf Selbstmord hin. Er wurde auf dem Israelitischen Teil des Wiener Zentralfriedhofs beigesetzt, sein Grab ist durch Bombeneinwirkung zerstört. Als Erbinnen setzte er seine Nichten Alice Kaufmann und Sophie Kaufmann (Töchter seines Bruders Ludwig Kaufmann), ein, die zu diesem Zeitpunkt (und auch noch nach dem Zweiten Weltkrieg) in der rue Molitor 56 in Paris lebten. Alle Versuche, den schriftlichen Nachlass Kaufmanns oder Bildmaterial zu seinem Leben ausfindig zu machen, waren erfolglos.

## Veröffentlichung
- Arthur Kaufmann: Zur Relativitätstheorie. Erkenntnistheoretische Erörterungen. In: Der neue Merkur. 3, 1919/20, S. 587–594.

### Monographien
- Olimpiu G. Urcan, Peter Michael Braunwarth: Arthur Kaufmann. A chess biography 1872–1938. Foreword by Mihail Marin. Jefferson, McFarland & Company 2012.

### Aufsätze und Lexikonartikel
- Hans Blumenberg: Schnitzlers Philosoph. In: Hans Blumenberg, Die Verführbarkeit des Philosophen. Hrsg. Manfred Sommer. Frankfurt/Main, Suhrkamp 2000, S. 153–162; zuvor in ders.: Lebensthemen. Aus dem Nachlaß. Stuttgart, Reclam 1998, S. 84–94; Erstveröffentlichung: Neue Zürcher Zeitung vom 15. Mai 1987.
- Michael Ehn: „Das qualvollste und edelste aller Spiele“. Arthur Kaufmann und Arthur Schnitzler – die Geschichte einer Freundschaft. In: KARL 1/2010, S. 36–39.
- Jeremy Gaibe: Chess Personalia: A Bio-Bibliography. Jefferson, McFarland & Company 2005, S. 207.
- Kenneth Whyld, David Hooper: The Oxford Companion to Chess. Oxford, Oxford University Press 1996, S. 195.